# Jugendfilmstunden
Die Jugendfilmstunden bzw. Jugendfilmstunden des Deutschen Reiches (so die vollständige Bezeichnung), ab 1934 von der Hitlerjugend organisiert, waren Filmvorführungen, die in der Regel sonntagvormittags – konfliktträchtig – in der Zeit des Kirchganges stattfanden.
Von den Sammelplätzen der verschiedenen Einheiten marschierte das Jungvolk mit Fahnen und Wimpeln und unter Fanfarenstößen und dem Bumbum der Landsknechttrommeln konzentrisch auf den betreffenden Veranstaltungsort zu. Dies waren meist die größten Kinos am Ort mit möglichst mehr als tausend Sitzplätzen.
Die Jugendfilmstunden, die wegen ihres weihevollen Charakters auch als „Filmfeierstunden“ bezeichnet wurden, waren aufwändige Propaganda-Veranstaltungen, für die die örtlichen Kinobetreiber ein- bis zweimal monatlich ihre Vorführsäle zur Verfügung stellen mussten. Auf dem Land, wo es keine Kinos gab, wurden Jugendfilmstunden in Schulgebäuden, Wirtshäusern und Gemeindesälen durchgeführt. Das Programm umfasste einen geschlossenen Einmarsch der Zuschauer, Gesang und schließlich die Vorführung von meist propagandistischen Dokumentar- und Spielfilmen, die im Gemeinschaftserlebnis emotional viel stärker auf die Jugendlichen wirkten, als wenn sie das Kino gemeinsam mit Familienangehörigen besucht hätten. Fester Bestandteil war die Vorführung der aktuellen Wochenschau. Die Teilnahme an den Jugendfilmstunden erfolgte offiziell außerhalb des eigentlichen HJ-Dienstes. Die Veranstaltungen wurden auch nicht über staatliche Zuschüsse finanziert, sondern waren kostenpflichtig.